# Різдвяна хлопавка

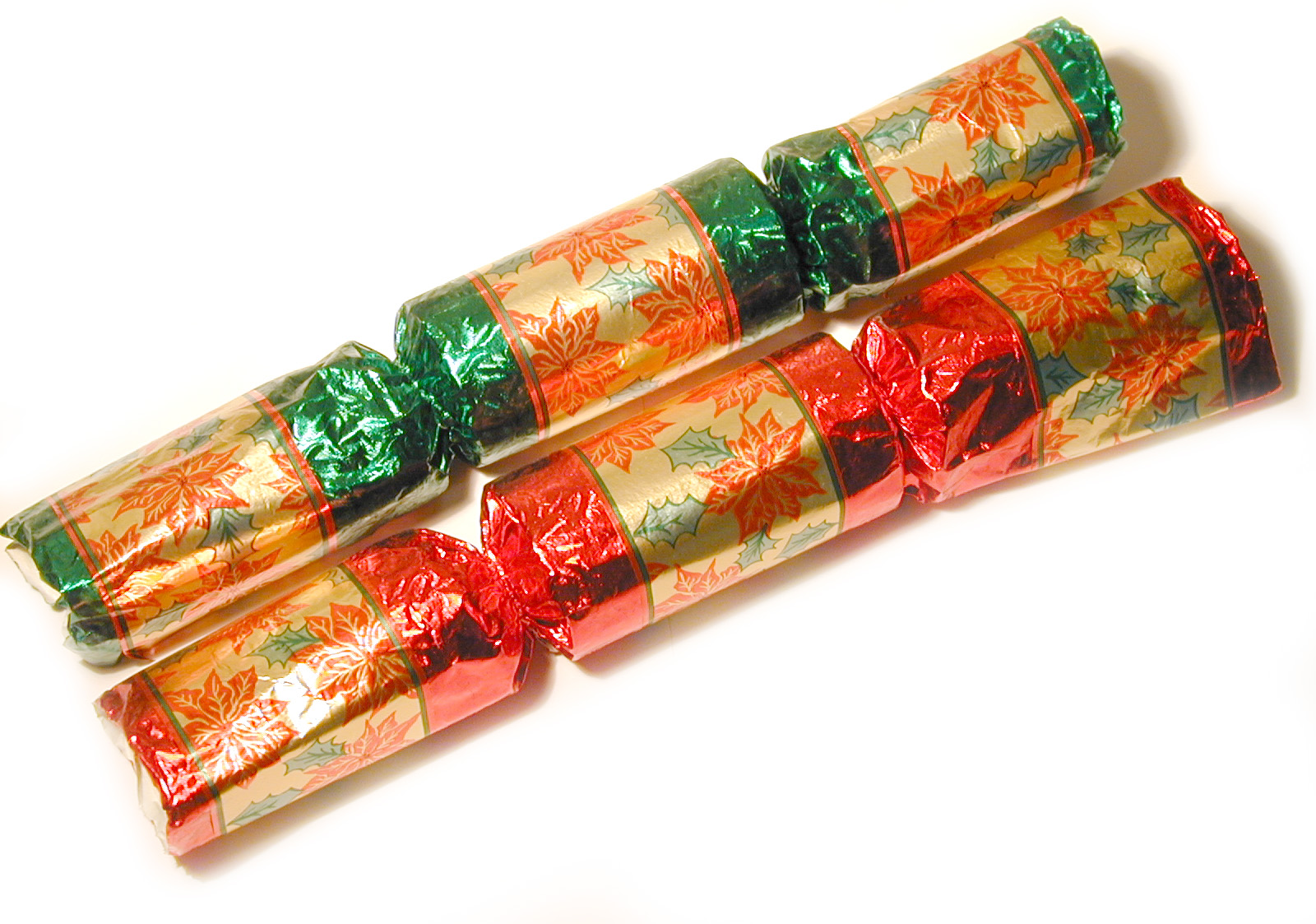
Різдвяні хлопавки.

Різдвяні хлопавки — це прикраси для святкового столу, які видають клацання, коли їх відкривають, і часто містять невеликий подарунок, паперовий капелюшок і жарт. Вони є частиною святкування Різдва у Великій Британії, Ірландії та країнах Співдружності, таких як Австралія, Канада, Нова Зеландія та Південна Африка.
Крекер складається з сегментованої картонної трубочки, загорнутої в яскраво прикрашений скручений папір із призом у центрі, що робить його схожим на обгортку від цукерки великого розміру. Крекер розбирають двоє людей, кожен з яких тримає зовнішню камеру, в результаті чого крекер розколюється нерівномірно, і одна людина тримає центральну камеру та приз. Розколювання супроводжується легким ударом або клацанням, що виникає внаслідок тертя об ударостійку, хімічно просочену картонну стрічку (подібну до тієї, що використовується в пістолеті з кришками). Хімічною речовиною, що використовується для фрикційної стрічки, є фульмінат срібла.

## Традиція
Крекери традиційно тягнуть під час різдвяної вечері або на різдвяних вечірках. Одна з версій ритуалу хлопавки стверджує, що той, хто отримав більший кінець крекера, отримує право залишити собі вміст картонної трубочки. Іноді кожен учасник зберігає право власності на свій крекер і зберігає його вміст незалежно від результату. Різдвяні хлопавки традиційно містять барвистий капелюшок у формі корони, виготовлений із цигаркового паперу, невелику іграшку, пластикову модель або дрібничку, а також маленьку смужку паперу з девізом, жартом, загадкою або, можливо, дрібничкою. Паперові капелюхи, що мають вигляд корони, зазвичай одягають під час різдвяної вечері. Вважається, що традиція носити святкові капелюхи походить ще з римських часів та святкувань Сатурналій, які також передбачали декоративні головні убори.
Різдвяні хлопавки також асоціюються з вечірками Кнута, які проводяться у Швеції наприкінці різдвяного сезону.
Письменник та історик Джон Джуліус Норвіч (віконт Норвіч) був відомий тим, що щороку надсилав своїй родині та друзям різдвяну хлопавку, яка була свого роду розширеною різдвяною листівкою з анекдотами, дрібницями та дотепами, зібраними з історії та літератури. Спочатку він друкував їх приватно, щоб роздавати друзям, але також продавав через деякі лондонські книжкові магазини. Його 49-й і останній крекер був опублікований посмертно в рік його смерті.

## Історія
Оксфордський словник англійської мови записує витягування крекерів з 1847 року.

### Том Сміт

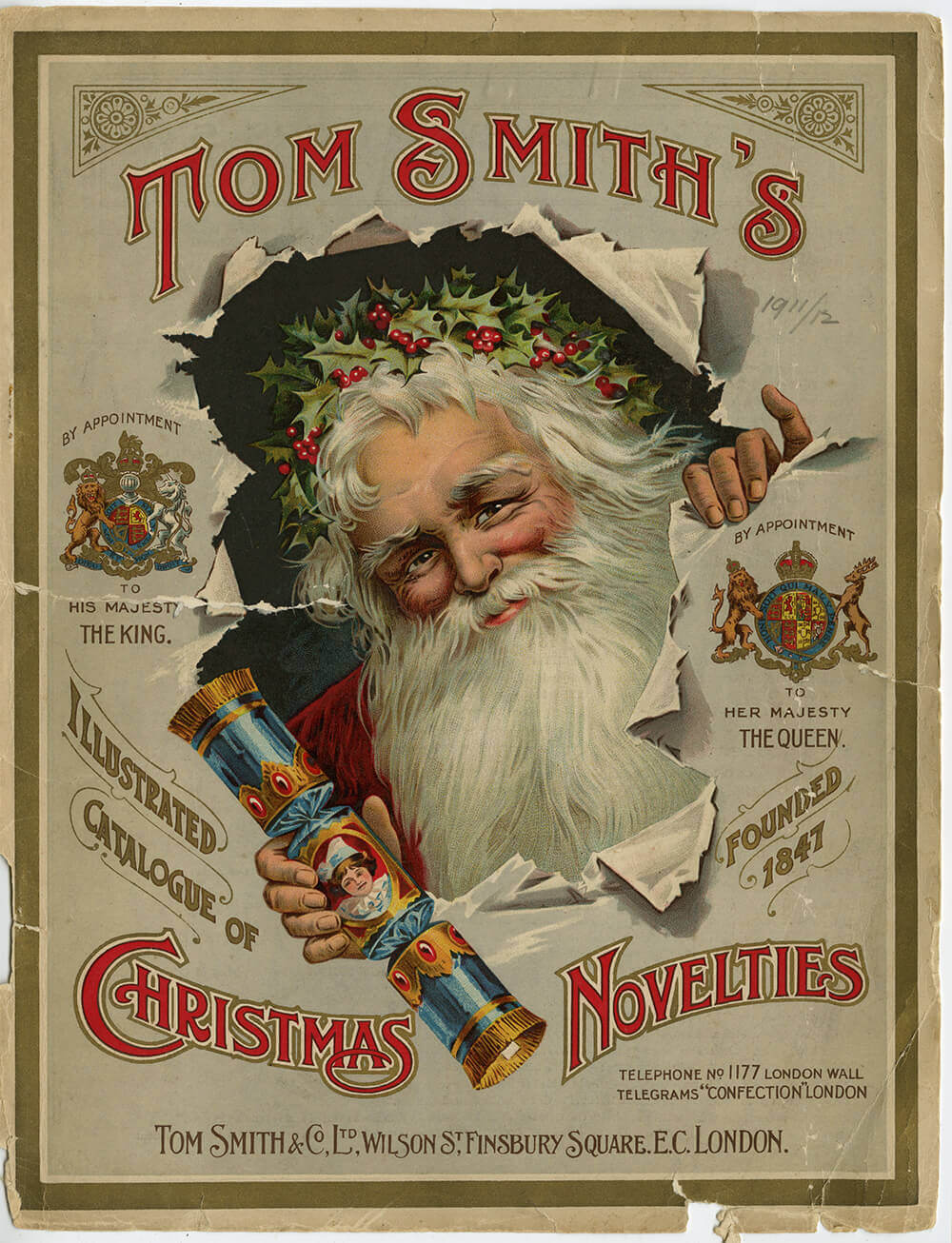
Каталог різдвяних новинок Тома Сміта з 1911 року

Традиція розповідає про те, як Том Сміт (1823—1869) з Лондона винайшов крекери в 1847 році. Він створив крекери як розвиток своїх солодощів bon-bon, які продавав у закрутках з паперу (походження традиційної цукеркової обгортки). Коли продажі бон-бонів впали, Сміт почав придумувати нові рекламні ідеї. Його перша тактика полягала в тому, щоб в обгортки цукерок вставляти любовні послання (подібно до печива з передбаченнями).
Сміт був натхненний додати елемент «тріск» після того, як почув тріск поліна, яке він щойно поставив на вогонь. Розмір паперової обгортки довелося збільшити, щоб увімкнути механізм бангера, а сама цукерка зрештою була викинута, щоб її замінили дрібничками: віялами, ювелірними прикрасами та іншими істотними предметами. Новий продукт спочатку продавався як Cosaque (французький козак), але звукоподражальний «крекер» незабаром став загальновживаною назвою, оскільки на ринку з'явилися конкуренти сорти.
Інші елементи сучасного крекера — подарунки, паперові капелюхи та різноманітні дизайни — усі були представлені сином Тома Сміта, Уолтером Смітом, щоб відрізнити свій продукт від конкуруючих виробників крекерів, які раптово виникли
Tom Smith & Company об'єдналася з Caley Crackers у 1953 році.
Меморіальний фонтан Тома Сміта та його родини стоїть на площі Фінсбері в Лондоні.

### Мистецтво

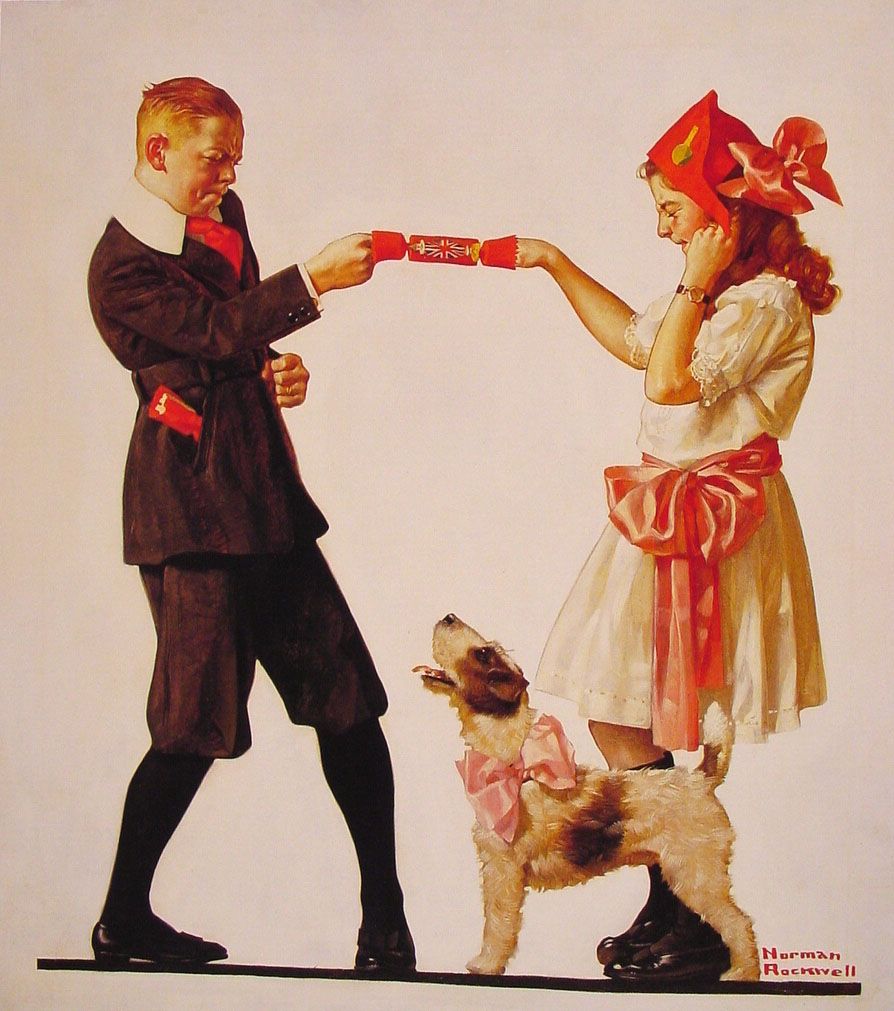
Норман Роквелл (1919)

Різдвяна хлопавка є темою The Party Favor, картини маслом американського художника Нормана Роквелла. 26 квітня 1919 року картина з'явилася як обкладинка The Saturday Evening Post.

### Записи
Найдовший ланцюг з перетягування різдвяних хлопавок, що складався з 1081 людини, був встановлений 10 грудня 2015 року в школі Гарродіан у Лондоні.
17 серпня 2020 року під час знімання різдвяного епізоду телесеріалу QI британський комік Алан Девіс встановив світовий рекорд Книгі рекордів Гіннеса за кількістю крекерів, витягнутих людиною за 30 секунд. Він досяг 35 успішних тріщин, випередивши свого колегу Джастіна Мурхауса на п'ять разів у змаганні «віч-на-віч». Рекорд Девіса тримався до тих пір, поки Джоел Коррі не зробив 41 успішний крек на балу Jingle Bell у Capital 12 грудня 2021 року.

## Обмеження польотів
Пасажирам комерційних рейсів до Сполучених Штатів прямо заборонено провозити різдвяні хлопавки на борту або в зареєстрованому багажі. У Сполученому Королівстві правила залежать від авіакомпанії та аеропорту.